# Грабовська Ганна Федорівна
Грабовська Ганна Федорівна — (5 березня 1944, с. Ничипорівка Яготинський район, Київська область) — українська майстриня художньої вишивки. Дружина С. Грабовський. Заслужений майстер народної творчості УРСР (1984). Член Національної Спілки Художників України (1984).

## Життєпис
Закінчила Решетилівське ПТУ (Полтавська область, 1964; викладач П. Кулінич, М. Маляренко, І. Тригуб). Працювала на Черкаській фабриці художніх виробів (1964–99): творчий майстер, головний художник. На творчій роботі. З 1975 р. учасниця обласних, республіканських, всесоюзних та міжнародних мистецьких виставок.
Роботи Грабовської вирізняються глибоким знанням етнографії, високою виконавчою майстерністю, що базується на традиціях старовинної народної української вишивки. Для її творчості характерні цікаві композиційні й кольорові вирішення.
Роботи зберігаються у Черкаському художньому музеї.
Персональні виставки — у Києві (1995), Черкасах (1999).

## Творчість
Рушник «Ювілейний» (1975); чоловічі сорочки — «Чумачка» (1977, 1988), «Святкова» (1977, 1980);
жіночі блузи — «Подолянка» (1978), «Калина» (1984), «Мамина вишня» (1995);
портьєра «Зимова пісня» (1983); покривало «Україночка» (1994);
сценічні костюми — «Смерічка» (2001), «Тепле літо» (2002), «Виноград» (2003), «Калина», «Покрова» (обидва — 2004), «Гомін степів», «Народний» (обидва — 2005).